# Lethe lotaoshanensis
Lethe lotaoshanensis är en fjärilsart som beskrevs av Tinkham 1936. Lethe lotaoshanensis ingår i släktet Lethe och familjen praktfjärilar. Inga underarter finns listade i Catalogue of Life.